# فلافيو ميريليس
فلافيو ميريليس (بالبرتغالية: Flávio Meireles‏) هو لاعب كرة قدم برتغالي في مركز الوسط، ولد في 3 أكتوبر 1976 في Ribeira de Pena ‏ في البرتغال. لعب مع فيتوريا دي غيماريش وموريرينسي.

## وصلات خارجية
- فلافيو ميريليس على موقع قاعدة بيانات كرة القدم.إي يو (الإنجليزية)
- فلافيو ميريليس على موقع Soccerway.com (الإنجليزية)
- فلافيو ميريليس على موقع عالم كرة القدم.نت (الإنجليزية)